# Усово (Московская область)
У́сово — село в Одинцовском городском округе Московской области России. В селе находится железнодорожная станция Усово, усадьба Ново-Огарёво. До 2019 года входило в состав сельского поселения Барвихинское.

## Население
| 2002 | 2006 | 2010 |
| ---- | ---- | ---- |
| 226  | →226 | ↘190 |

По данным на 2006 год в селе проживало 226 человек. Согласно переписи населения 1989 года, в селе Усово насчитывалось 97 хозяйств и проживало 237 жителей.

## История
По неподтвержденным данным Усово ведет свою историю с середины XV века, когда Василий Тёмный пожаловал эти земли польскому шляхтичу Лаврентию Усу, однако первое письменное упоминание относится лишь к 1627 году. В это время село числилось за князем Фёдором Алексеевичем Сицким; уже существовали деревянная Спасская церковь и двор вотчинника.
Следующими владельцами села стали представители рода Морозовых, а после его угасания село в 1672 году было пожаловано думному дворянину Афанасию Ивановичу Матюшкину, потомки которого владели селом до начала XIX века. При Матюшкиных в селе формируется классическая усадьба и в 1765 году строится каменная церковь Спаса Нерукотворного образа.
В XIX веке владельцы села довольно часто сменялись: 1804 г. — Николай Иванович Салтыков, 1814 г. — Дмитрий Павлович Рунич, 1843 г. — Василий Васильевич Неведомский, 1846 г. — Елизавета и Ольга Александровны Вельяминовы.
В 1867 году Усово было выкуплено у последнего частного владельца Департаментом уделов за 38 тысяч рублей, и до 1917 года село оставалось во владении императорской семьи, фактически слившись в единый комплекс с Ильинским. Владелицей села стала императрица Мария Александровна. В этот период под руководством архитектора Московской удельной конторы И. А. Резанцева усадьба была переоборудована. Также была отремонтирована церковь. В 1873 году было построено каменное здание сельского училища.
В 1882 году по завещанию Марии Александровны Усово перешло великому князю Сергею Александровичу. В 1889 году был выстроен новый усадебный дом по проекту архитектора С. К. Родионова; за образец были приняты европейские шале.

## Архитектура и достопримечательности
В селе сохранились здания помещичьей усадьбы.
В 1957 году в Усово, на Рублёво-Успенском шоссе был установлен памятник погибшим односельчанам.

## Русская православная церковь

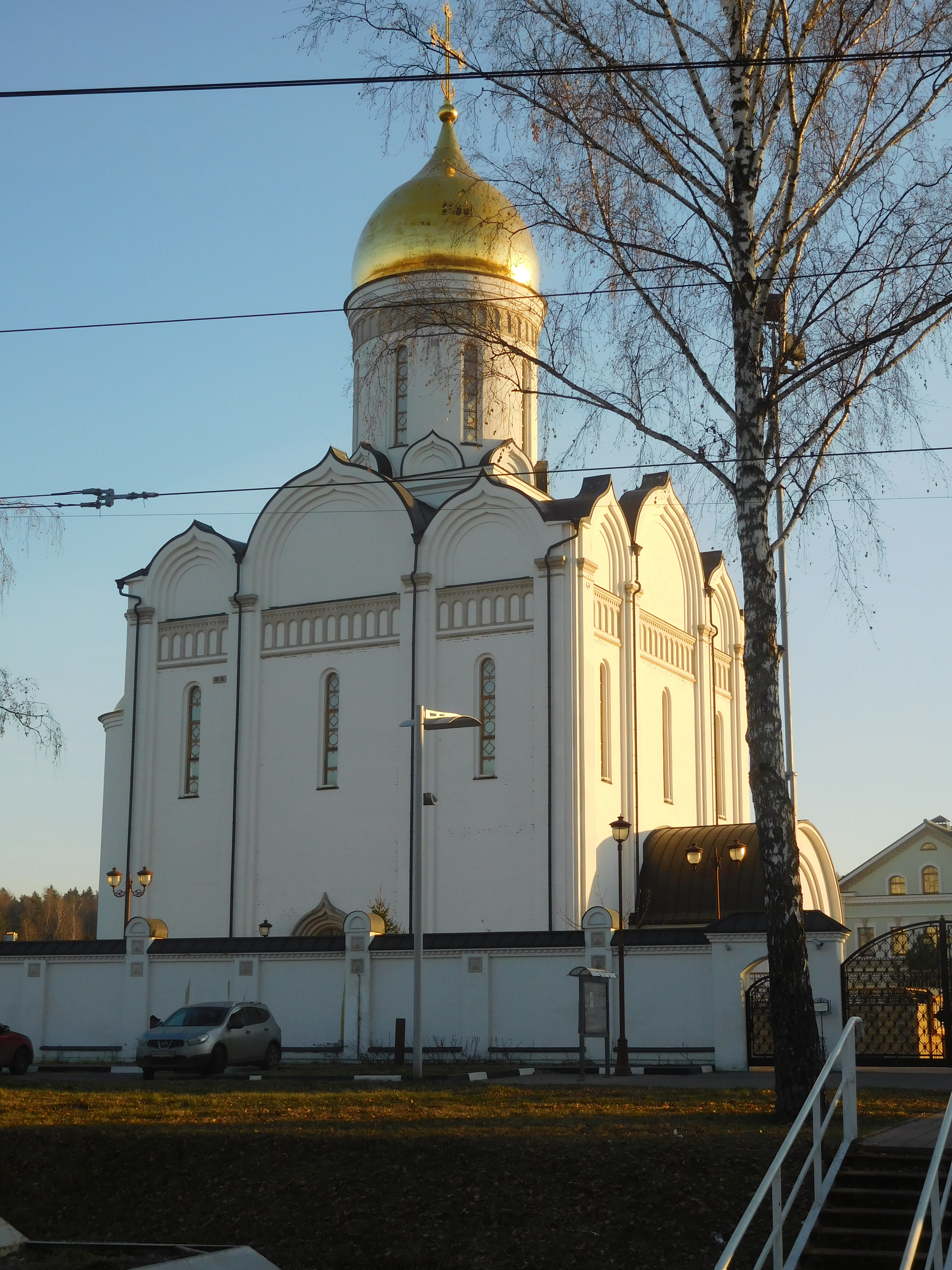
Храм в честь Нерукотворного образа Спасителя в императорской усадьбе Ильинское-Усово, 2018

Школа императрицы Марии Александровны — создающийся историко-краеведческий музей

- Храм в честь Нерукотворного образа Спасителя. Относится к Одинцовскому благочинию (Московская областная епархия). Сооружён в 2010 году при поддержке В. В. Путина в дар народу вблизи его резиденции Ново-Огарёво. Храм воздвигнут в память преподобномученицы Великой княгини Елизаветы, убитой 18 июля 1918 года под Алапаевском, и священномученика Сергия Махаева, расстрелянного на Бутовском полигоне 2 декабря 1937 года[13].